# Zadnia Jaworowa Turnia
Zadnia Jaworowa Turnia (słow. Zadná Javorova veža, niem. I. Südöstlicher Javorovaturm, węg. I. Délkeleti Javorovatorony) – turnia o wysokości 2335 m n.p.m. znajdująca się w słowackich Tatrach Wysokich. Leży w Jaworowej Grani odchodzącej od Małego Jaworowego Szczytu. Od kopuły szczytowej tegoż szczytu oddzielona jest Wyżnią Rówienkową Przełęczą, natomiast od Wielkiej Jaworowej Turni oddziela ją Wyżnia Ryglowa Przełęcz.
Jest najwyższą pośród Jaworowych Turni. Z grupy tych turni jej wierzchołek znajduje się najbliżej grani głównej Tatr Wysokich. Podobnie jak w przypadku innych Jaworowych Turni nie prowadzą na nią żadne znakowane szlaki turystyczne, więc nie jest dostępna dla turystów.
W północno-zachodniej grani opadającej na Wyżnią Ryglową Przełęcz znajdują się (kolejno od Zadniej Jaworowej Turni):
- Wyżnie Jaworowe Wrótka,
- Zadni Jaworowy Mniszek,
- Pośrednie Jaworowe Wrótka,
- Pośredni Jaworowy Mniszek,
- Niżnie Jaworowe Wrótka,
- Skrajny Jaworowy Mniszek.

W nazewnictwie niemieckim i węgierskim Wielka i Zadnia Jaworowa Turnia mają takie same nazwy. Różnią się jedynie liczbą rzymską przed nazwą. W przypadku Zadniej Jaworowej Turni jest to liczba I.

## Historia
Pierwsze wejścia turystyczne:
- Włodzimierz Boldireff i Mieczysław Karłowicz, 11 września 1908 r. – letnie,
- Jadwiga Pierzchalanka i Jerzy Pierzchała, 10 kwietnia 1937 r. – zimowe.